# Buttenhausen
Buttenhausen ist ein Ortsteil der Stadt Münsingen.

## Geographie
Buttenhausen liegt im Tal der Großen Lauter auf der Schwäbischen Alb zwischen Münsingen und Hayingen.
Nordwestlich von Buttenhausen liegt das 34,4 Hektar große Naturschutzgebiet Nr. 4246 Buttenhausener Eichhalde. Der Ort ist vollständig umschlossen vom Landschaftsschutzgebiet 4.15.134 Großes Lautertal. Teile der Markung liegen außerdem innerhalb des FFH-Gebiets Nr. 7622-341 Großes Lautertal und Landgericht und des Vogelschutzgebiets 7624-441 Täler der Mittleren Flächenalb.

## Geschichte

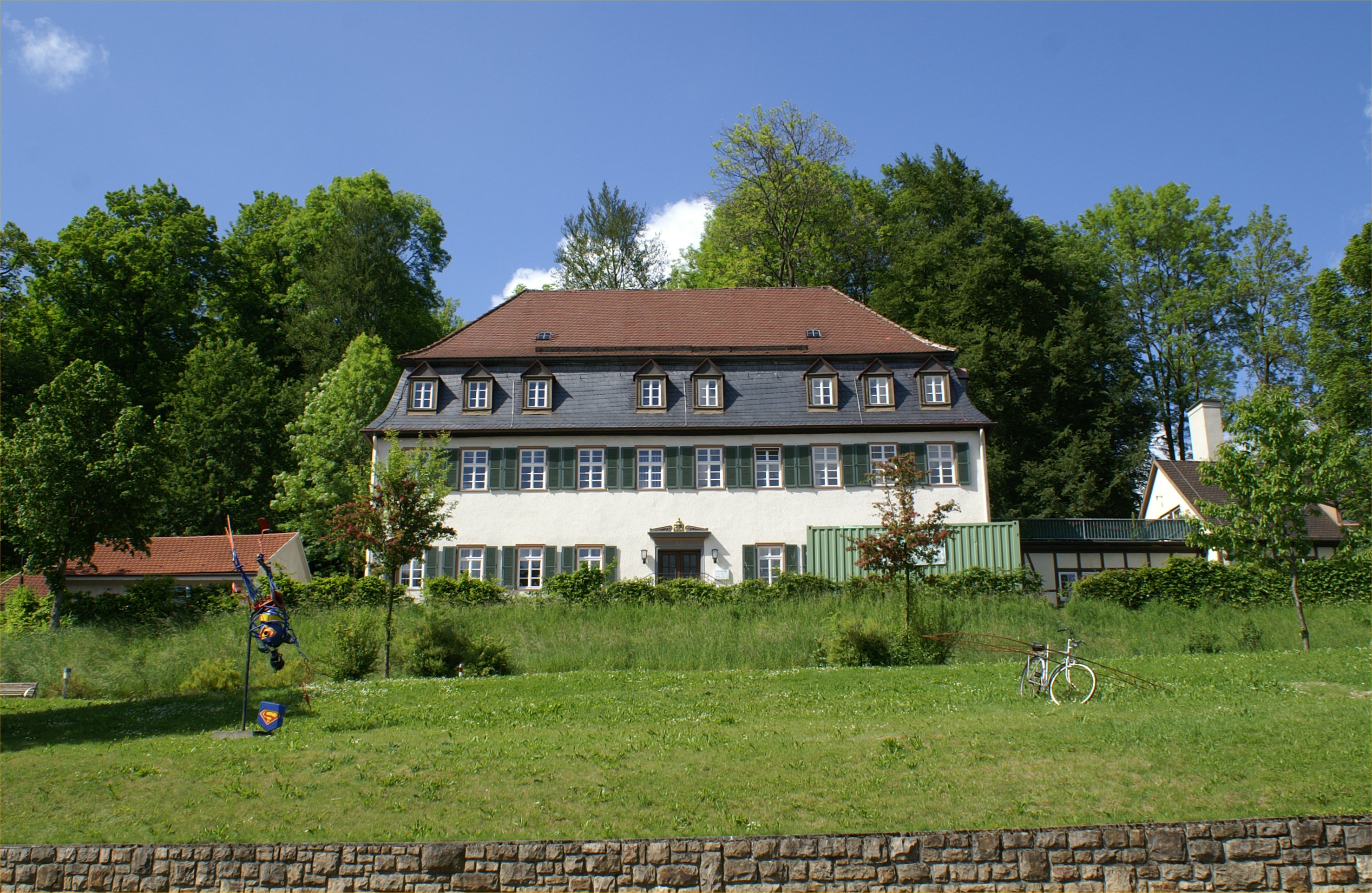
Schloss

Mehrere Grabhügel aus der Bronzezeit beweisen, dass auf der Markung Buttenhausen  schon früh eine Siedlung bestand. Der heutige Ort entstand vermutlich aus einer alemannischen Ausbausiedlung noch vor dem Jahr 1000. Das Dorf wurde 1275 als Buttenhusen erstmals erwähnt. Der ritterschaftliche Ort wechselte vom 14. bis 16. Jahrhundert häufig die Besitzer. 1365 gehörte er den Herren von Freyberg, 1384 den Herren von Gundelfingen. 1469 ging er in den Besitz der Herren von Stein über, die Buttenhausen 1569 an Friedrich von Gemmingen verkauften. 1782 gelangte der Ort durch Tausch an den Freiherrn von Liebenstein aus Jebenhausen. Weitere Ortsherren waren die Familien von Münch 1812 und von Weidenbach 1822. 1808 kam Buttenhausen als Patrimonialamt zum Oberamt Münsingen. Im Zuge der Gemeindegebietsreform in Baden-Württemberg wurde Buttenhausen am 1. Januar 1975, gemeinsam mit Bichishausen, Hundersingen, Magolsheim und Rietheim, nach Münsingen eingemeindet.
Die Herren von Gemmingen errichteten im 18. Jahrhundert in Buttenhausen ein Schloss. Es handelte sich um einen zweigeschossigen Langbau mit Mansarddach. 1935 kaufte die Stadt Stuttgart das Schlossgut Buttenhausen und richtete dort ein sogenanntes Beschäftigungs- und Bewahrungsheim ein. 1959 eröffnete die Haus am Berg gGmbH das Landheim Buttenhausen als Heim für „Jugendliche und Ältere seelisch behinderte Menschen“.

## Jüdische Gemeinde

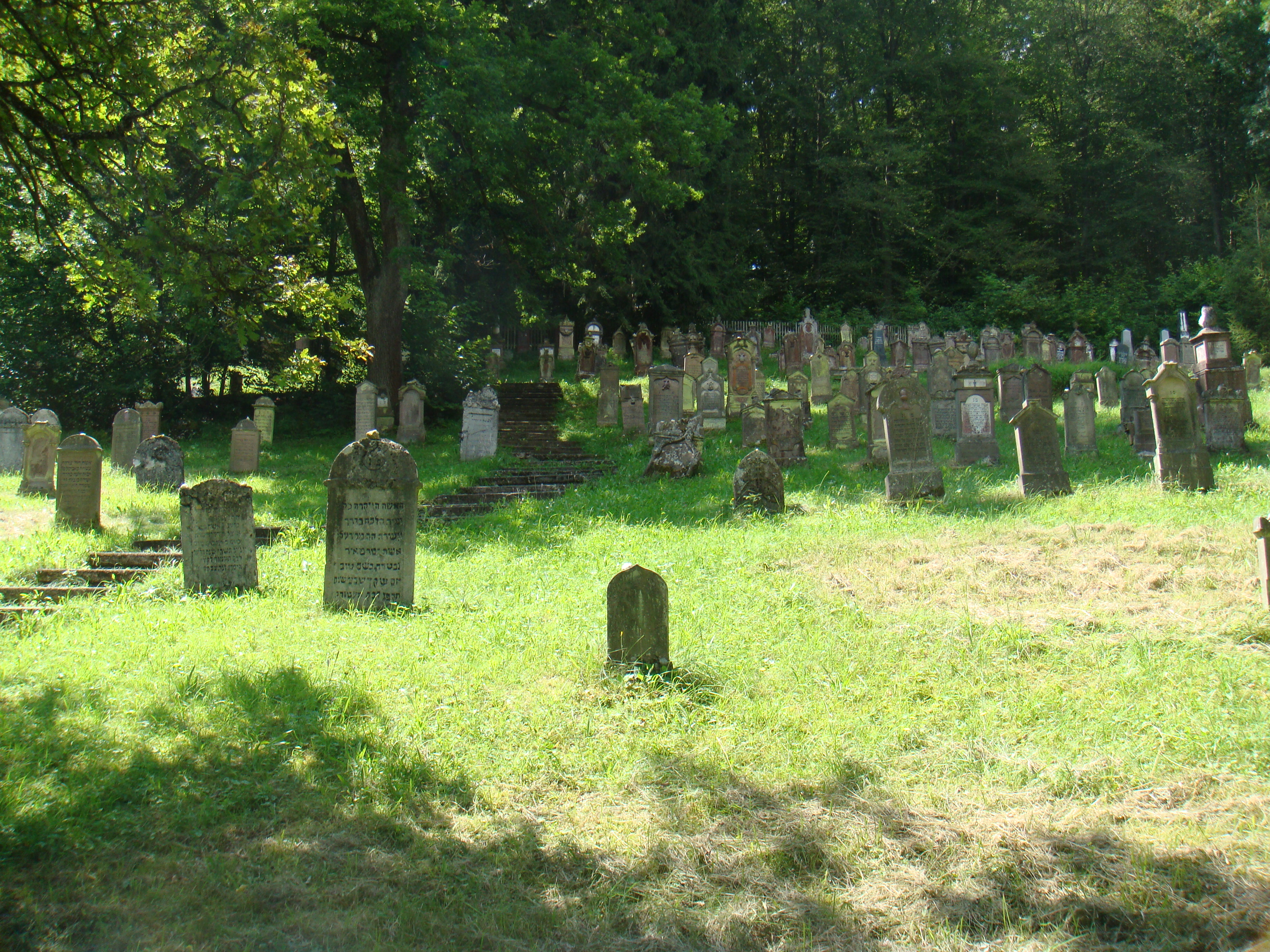
Jüdischer Friedhof

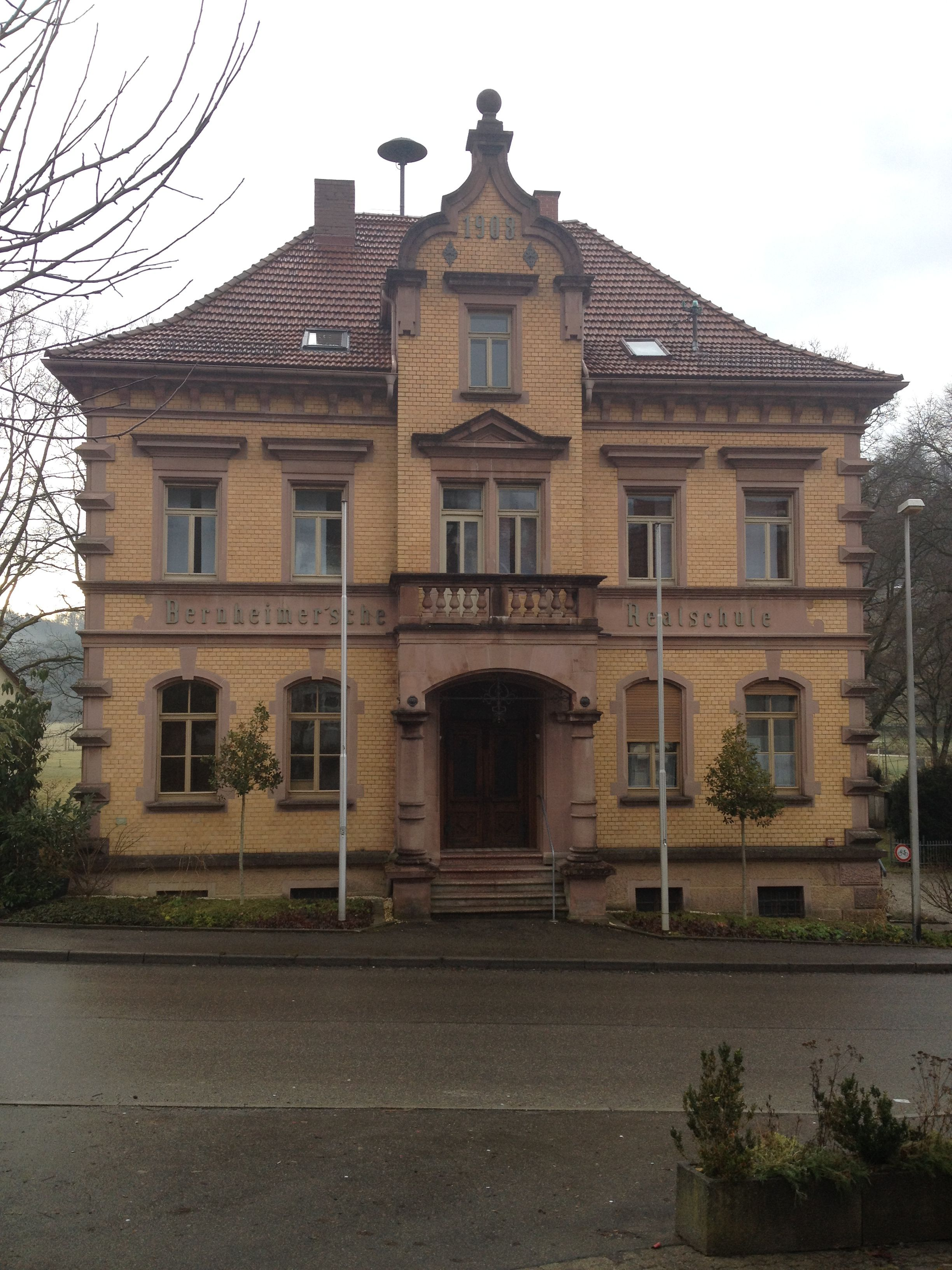
Bernheimersche Realschule

Eine Besonderheit Buttenhausens ist das frühere Bestehen einer großen jüdischen Gemeinde. Die Geschichte der jüdischen Gemeinde Buttenhausen beginnt am 7. Juli 1787 durch einen von Philipp Friedrich Freiherr von Liebenstein erlassenen „Judenschutzbrief“. Er erlaubte zunächst 25 Familien die Ansiedlung im Dorf. In den folgenden Jahrzehnten entwickelte sich eine große Gemeinde, die 1870 aus 442 Einwohnern bestand. Das waren 53 % der Gesamtbevölkerung. Die Juden spielten als Geschäftsleute im 19. Jahrhundert in weitem Umkreis eine Rolle und brachten damit einen gewissen Wohlstand und viele technische Neuerungen nach Buttenhausen. Um 1800 wurde eine Synagoge gebaut, die beim Novemberpogrom 1938 vernichtet wurde. Das Rabbinatshaus und der jüdische Friedhof sind noch erhalten. 1901 entstand die Bernheimersche Realschule. 1933 lebten noch 97 Juden in Buttenhausen. 24 von ihnen wurden nach Riga und Theresienstadt deportiert und dort ermordet.
Die Kinder von Naphtali Berlinger, dem letzten Rabbiner von Buttenhausen, konnten während  der  Nazizeit  rechtzeitig ins Ausland fliehen. Der 1909  geborene Sohn Anselm Ascher Berlinger ließ sich im damaligen britischen Mandatsgebiet Palästina nieder und lebte in dem ausschließlich von württembergischen Juden errichteten Schawe Zion nördlich von Haifa.
Im Dorfzentrum von Buttenhausen wurde 1960 ein Mahnmal errichtet.

## Sehenswürdigkeiten
- Burg Buttenhausen

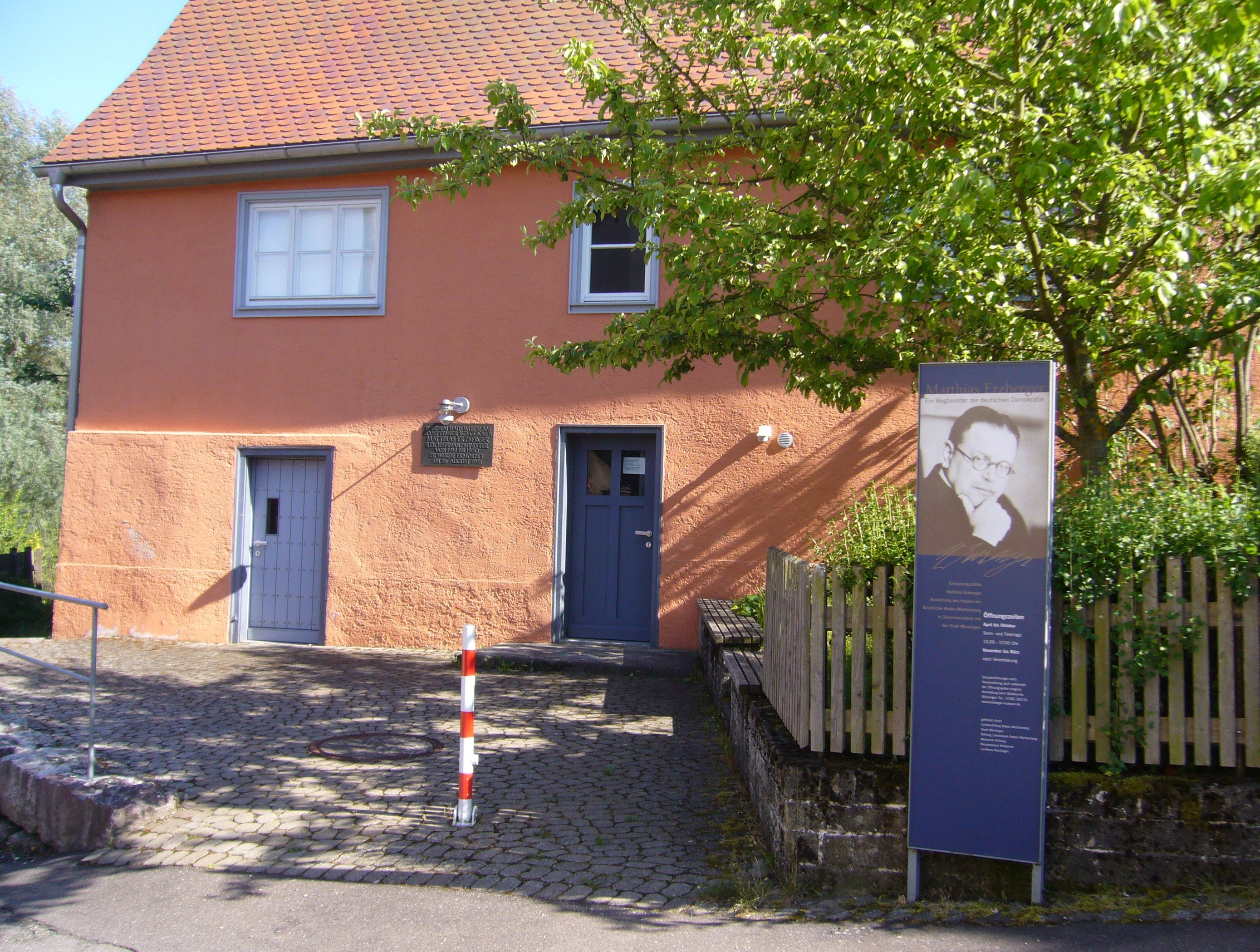
Erinnerungsstätte Matthias Erzberger

- Museum Erinnerungsstätte Matthias Erzberger
- Bernheimersche Realschule mit Museum für jüdische Geschichte

## Persönlichkeiten der Gemeinde
- Friedrich August Clemens Werthes (1748–1817), Schriftsteller
- Heinrich Christian Gottlieb Werthes (1750–1813), württembergischer Beamter
- Lehmann Bernheimer (1841–1918), Begründer des Münchner Auktionshauses Bernheimer
- Leopold Levi (1870–1968), US-amerikanischer Fabrikant
- Matthias Erzberger (1875–1921), erster Reichsfinanzminister der Weimarer Republik
- Naphtali Berlinger (1876–1943), deutscher Lehrer und der letzte Rabbiner von Buttenhausen
- Theodor Rothschild (1876–1944), Pädagoge und Leiter des jüdischen Waisenhauses in Esslingen
- Karl Adler (1890–1973), Musikwissenschaftler
- Gustav Mesmer (1903–1994), Flug(fahr)radbauer, Visionär und Korbflechter
- Helmuth Bott (1925–1994), Vorstand Porsche
- Walter Ott (1928–2014), deutscher Heimatforscher